# Amit Paul
Amit Sebastian Paul (Piteå, 29 de octubre de 1983) es un cantante sueco de pop que obtuvo fama internacional por haber sido miembro del grupo de pop sueco A*Teens.

## Biografía

### Inicios
Amit Paul nació en Suecia, pero sus orígenes no radican allí, su padre es Bengalí Hindú y llegó a Suecia 10 años antes de que naciese Amit, mientras que su madre es originaria de Värmland, al este de Suecia. De familia humilde, se dio cuenta de que tendría que trabajar duro. Descubrió muy pronto que la música sería importante en su vida, aunque se pensaba que su carrera profesional sería lo que le diese ingresos,Comenzó a tocar el piano con 4 años, durante su infancia cantaba en una iglesia de su ciudad natal,Con 10 años ingresó en un conservatorio de Estocolmo, donde vivía por aquel entonces, en donde aprendió a tocar música clásica. A los 13 años ingresa en una escuela de baile, empujado por su hermana. Como bailarín se enfrentó por primera vez al público y a raíz de esta academia entró en contacto con el casting que le llevaría a ingresar en A*Teens.

### A*Teens
En noviembre de 1998, a los 15 años, Amit es elegido a través de un casting para formar parte de una banda de pop juvenil que, en principio se dedicaría a interpretar versiones del grupo sueco y mundialmente conocido ABBA. La banda comenzó llamándose ABBA*Teens y la integraban, junto a Amit: Marie Eleonor Serneholt, Dhani Lennevald y Sara Helena Lumholdt. Lanzaron un álbum, titulado The Abba Generation que constaba de 12 pistas, todas ellas versiones de ABBA. Su primer sencillo, "Mamma Mia" estuvo ocho semanas consecutivas como número uno en las listas suecas. Este hecho hizo plantearse el lanzamiento de la banda al mercado internacional. La banda se rebautizó como A*Teens, y solo con su primer álbum vendieron 3 millones de álbumes a nivel mundial.
La banda estuvo activa entre 1998 y 2004, en lo que publicaron cinco discos, uno de ellos recopilatorio: The Abba Generation(1999), Teen Spirit (2001), Pop 'til You Drop (2002), New Arrival (2003) y Greatest Hits (2004), habiendo vendido en su carrera más de 6 millones de discos en todo el mundo La banda se separó a finales del 2004, momento en el cual todos los miembros comenzaron sus carreras en solitario.

### Carrera en solitario
Durante el año 2005 Amit va perfilando lo que será su carrera en solitario, componiendo letras, música y buscando productores, aunque decide también matricularse simultáneamente en la Stockholm School of Economics (SSE). No es hasta 2007 cuando ve la luz el primer fruto de este trabajo, con la producción de Patric Jonsson y Jimmy Wahlsteen y con Peter Åstedt y Dead Frog como managers, su primer sencillo en solitario, publicado el 28 de febrero de ese mismo año y llamado Stay. 
El álbum no llegó al mercado hasta el 2 de abril de 2008, constituido por 12 pistas compuestas por el propio Amit y bajo el título de Songs In A Key Of Mine.

## Discografía en solitario

### Sencillos
- Stay (Sencillo en CD) (2007)
- My Elysium (Sencillo en CD) (2008)

### Songs in A Key of Mine (2008)
1. My Elysium
2. Staring Me Blind
3. Life
4. Moonchild
5. Stay
6. Leaving
7. Judge You
8. At Times
9. Take Me Home
10. Can't See
11. Your War
12. The One To Fall

### Videos musicales
1. My Elysium - 2007
2. Judge You - 2008